# Xã Zumbro, Quận Wabasha, Minnesota
Xã Zumbro (tiếng Anh: Zumbro Township) là một xã thuộc quận Wabasha, tiểu bang Minnesota, Hoa Kỳ. Năm 2010, dân số của xã này là 722 người.